# ثامر الصيخان
ثامر الصيخان مخرج وكاتب سعودي، والرئيس التنفيذي لعمليات مؤسسة مهرجان البحر الأحمر السينمائي أخرج العديد من المسلسلات والأعمال التي عرضت على قنوات MBC وقناة روتانا خليجية، من بينها: أم الحالة، وشفت الليل، وسوبر محصل.

## التعليم
درس الهندسة في جامعة الملك سعود.

## أعماله
| العمل       | التاريخ | ملاحظات                                               |
| ----------- | ------- | ----------------------------------------------------- |
| كوميدو      | 2009م   | مسلسل.                                                |
| أم الحالة 1 | 2009م   | مسلسل من كتابة وإخراج الصيخان، عرض على شاشة MBC.      |
| بني جان     | 2010م   | مسلسل.                                                |
| أم الحالة 2 | 2011م   | مسلسل.                                                |
| المصاقيل    | 2011م   | رسوم متحركة، عرض على شاشة MBC.                        |
| شفت الليل   | 2012م   | مسلسل عرض على روتانا خليجية.                          |
| شفت الليل 2 | 2013م   | مسلسل.                                                |
| سوبر محصل   | 2015م   | مسلسل من كتابة وإخراج الصيخان، عرض على روتانا خليجية. |